# عضل غربي
عضل غربي (الاسم العلمي: Gerbillus occiduus) (بالإنجليزية: Occidental Gerbil)‏ هو نوع من الحيوانات يتبع جنس العضل من الفصيلة الفأرية.